# Hương Sơn
Hương Sơn là một huyện trung du, miền núi nằm ở phía tây bắc của tỉnh Hà Tĩnh, Việt Nam.

## Địa lý
Huyện Hương Sơn nằm ở phía tây bắc tỉnh Hà Tĩnh, cách thành phố Vinh khoảng 55 km, cách thành phố Hà Tĩnh khoảng 70 km, cách trung tâm thủ đô Hà Nội khoảng 370 km, có vị trí địa lý:
- Phía đông giáp huyện Đức Thọ
- Phía tây giáp nước bạn Lào với đường biên giới dài khoảng 63 km
- Phía nam giáp huyện Vũ Quang
- Phía bắc giáp huyện Thanh Chương và huyện Nam Đàn, tỉnh Nghệ An.

Địa hình đồi núi xen đồng bằng thùng lĩnh sông Ngàn Phố, sông Ngàn Sâu và các phụ lưu, dốc từ tây - bắc xuống đông - nam, cao nhất là núi Bà Mụ (1.357m) trên biên giới Việt – Lào.
Các dãy núi chính: Dãy núi Giăng Màn (thuộc dãy Trường Sơn); núi Kim Sơn (rú Vằng); dãy núi Mông Gà; dãy núi Thiên Nhận; núi Hoa Bảy,...

## Hành chính
Huyện Hương Sơn có 20 đơn vị hành chính cấp xã trực thuộc, bao gồm 2 thị trấn: Phố Châu (huyện lỵ), Tây Sơn và 20 xã: An Hòa Thịnh, Châu Bình, Hàm Trường, Kim Hoa, Mỹ Long, Quang Diệm, Sơn Bằng, Sơn Giang, Sơn Hồng, Sơn Kim 1, Sơn Kim 2, Sơn Lâm, Sơn Lễ, Sơn Lĩnh, Sơn Ninh, Sơn Phú, Sơn Tây, Sơn Tiến, Sơn Trung, Tân Mỹ Hà.

## Lịch sử
Địa bàn huyện Hương Sơn ngày nay nguyên là huyện Dương Toại, thuộc quận Cửu Đức.
Thời Bắc thuộc, đời Tấn Vũ Đế tách lập huyện Phố Dương, có 2 làng Phố Châu và Phúc Dương. Đời Đường, đây là châu Phúc Lộc.
Thời nhà Đinh và nhà Tiền Lê thuộc đất Hoan Châu.
Thời nhà Lý là hương Đỗ Gia thuộc châu Nghệ An.
Thời nhà Trần và thuộc nhà Minh là hai huyện Cổ Đỗ (vùng đất chủ yếu thuộc Hương Sơn ngày nay) và Thổ Hoàng (các vùng đất thuộc hai huyện Hương Khê và Vũ Quang ngày nay)
Thời nhà Hậu Lê ban đầu là huyện Đỗ Gia, từ năm 1469, đời vua Lê Thánh Tông, là huyện Hương Sơn, thuộc phủ Đức Quang, xứ Nghệ An (sau đó là trấn Nghệ An).
Từ năm 1831, là huyện Hương Sơn, phủ Đức Thọ, tỉnh Hà Tĩnh. Lúc bấy giờ, Huyện Hương Sơn gồm 8 tổng: Đỗ Xá, An Ấp, Hữu Bằng, Dị Ốc, Đồng Công, Thổ Hoàng, Thổ Lỗi và Bào Khê.
Năm Tự Đức thứ 21 (1868) huyện Hương Khê (vùng đất của huyện Thổ Hoàng trước đây) tách ra khỏi Hương Sơn.
Năm 1931, bỏ cấp phủ, huyện Hương Sơn trực thuộc tỉnh Hà Tĩnh.
Thời Việt Nam dân chủ cộng hòa (1945-1975), huyện Hương Sơn vẫn thuộc tỉnh Hà Tĩnh.
Ngày 13 tháng 1 năm 1969, thành lập xã Sơn Hồng trực thuộc huyện Hương Sơn.
Từ năm 1976 đến năm 1991, huyện Hương Sơn thuộc tỉnh Nghệ Tĩnh.
Năm 1976, xã Ân Phú thuộc Hương Sơn chuyển sang huyện Đức Thọ và đổi tên thành xã Đức Ân (tuy nhiên đến năm 2000 lại chuyển về huyện Vũ Quang và đổi lại tên cũ là xã Ân Phú). Từ đây, huyện Hương Sơn có 31 xã: Sơn An, Sơn Bằng, Sơn Bình, Sơn Châu, Sơn Diệm, Sơn Giang, Sơn Hà, Sơn Hàm, Sơn Hòa, Sơn Hồng, Sơn Kim, Sơn Lâm, Sơn Lễ, Sơn Lĩnh, Sơn Long, Sơn Mai, Sơn Mỹ, Sơn Ninh, Sơn Phố, Sơn Phú, Sơn Phúc, Sơn Quang, Sơn Tân, Sơn Tây, Sơn Thịnh, Sơn Thọ, Sơn Thủy, Sơn Tiến, Sơn Trà, Sơn Trung, Sơn Trường.
Ngày 22 tháng 7 năm 1989, thành lập thị trấn Phố Châu từ một phần xã Sơn Phố.
Từ năm 1991, huyện Hương Sơn thuộc tỉnh Hà Tĩnh vừa được tái lập.
Ngày 19 tháng 11 năm 1997, thành lập thị trấn Tây Sơn từ một phần các xã Sơn Tây và Sơn Kim.
Ngày 2 tháng 8 năm 1999, sáp nhập xã Sơn Phố vào thị trấn Phố Châu.
Đến năm 2000, huyện Hương Sơn có 2 thị trấn: Phố Châu, Tây Sơn và 30 xã: Sơn An, Sơn Bằng, Sơn Bình, Sơn Châu, Sơn Diệm, Sơn Giang, Sơn Hà, Sơn Hàm, Sơn Hòa, Sơn Hồng, Sơn Kim, Sơn Lâm, Sơn Lễ, Sơn Lĩnh, Sơn Long, Sơn Mai, Sơn Mỹ, Sơn Ninh, Sơn Phú, Sơn Phúc, Sơn Quang, Sơn Tân, Sơn Tây, Sơn Thịnh, Sơn Thọ, Sơn Thủy, Sơn Tiến, Sơn Trà, Sơn Trung, Sơn Trường.
Ngày 4 tháng 8 năm 2000, xã Sơn Thọ chuyển sang thuộc huyện Vũ Quang.
Ngày 2 tháng 1 năm 2004, chia xã Sơn Kim thành 2 xã: Sơn Kim 1 và Sơn Kim 2.
Ngày 1 tháng 1 năm 2020, sáp nhập ba xã Sơn Tân, Sơn Mỹ và Sơn Hà thành xã Tân Mỹ Hà; sáp nhập ba xã Sơn An, Sơn Thịnh và Sơn Hòa thành xã An Hòa Thịnh; sáp nhập ba xã Sơn Phúc, Sơn Mai và Sơn Thủy thành xã Kim Hoa; sáp nhập xã Sơn Quang và xã Sơn Diệm thành xã Quang Diệm.
Ngày 14 tháng 11 năm 2024, Ủy ban Thường vụ Quốc hội ban hành Nghị quyết số 1283/NQ-UBTVQH15 về việc sắp xếp đơn vị hành chính cấp huyện, cấp xã của tỉnh Hà Tĩnh giai đoạn 2023 – 2025 (nghị quyết có hiệu lực từ ngày 1 tháng 1 năm 2025). Theo đó:
- Thành lập xã Hàm Trường trên cơ sở xã Sơn Hàm và xã Sơn Trường.
- Thành lập xã Mỹ Long trên cơ sở xã Sơn Long và xã Sơn Trà.
- Thành lập xã Châu Bình trên cơ sở xã Sơn Châu và xã Sơn Bình.

Huyện Hương Sơn có 2 thị trấn và 20 xã như hiện nay.

## Kinh tế
- Nông nghiệp:

- Chăn nuôi: Trâu, bò, hươu,dê,gà,...
- Trồng trọt: Lúa nước, hoa màu, cây ăn quả (cam bù, cam chanh, chanh, mít, bưởi,...)

- Lâm nghiệp: Trồng rừng, Khai thác và chế biến Lâm sản,
- Thương mại: Buôn bán với nước bạn Lào qua cửa khẩu Cầu Treo. Ngày 19/10/2007, Thủ tướng Chính phủ Nguyễn Tấn Dũng ký Quyết định số 162/2007/QĐ-TTg Ban hành Quy chế hoạt động của Khu kinh tế cửa khẩu Cầu Treo- tỉnh Hà Tĩnh.
- Công nghiệp: khu công nghiệp cửa khẩu cầu treo đang được đầu tư và xây dựng.
- Dịch vụ và du lịch:

- Khu du lịch sinh thái nước khoáng nóng Sơn Kim ở xã Sơn Kim 1;
- Khu du lịch sinh thái nước khoáng nóng Thượng Kim – Khe Lành ở xã Sơn Kim 2;
- Khu nghỉ dưỡng sinh thái Hải thượng Lãn Ông ở xã Sơn Trung.

## Xã hội

### Giáo dục và đào tạo
Huyện Hương Sơn hiện nay có các trường:
- Trường THPT Hương Sơn: thị trấn Phố Châu
- Trường THPT Lê Hữu Trác: xã Châu Bình
- Trường THPT Cao Thắng: xã Sơn Tây
- Trường THPT Lý Chính Thắng: xã An Hòa Thịnh
- Trường THPT Nguyễn Khắc Viện: xã Sơn Bằng

1. Trung tâm Hướng nghiệp - Dạy nghề và Giáo dục thường xuyên: Thị trấn Phố Châu.

## Dân số
Dân số tính đến năm 2020 là 142.400 người. 11,28% dân số theo đạo Thiên Chúa.
Huyện Hương Sơn có diện tích 1.096,80 km², dân số năm 2022 là 143.713 người, mật độ dân số đạt 131 người/km².

## Văn hóa

### Di tích và danh thắng nổi tiếng
- Khu di tích Hải Thượng Lãn Ông bao gồm: Nhà thờ Lê Hữu Trác thôn Bầu Thượng, xã Quang Diệm; và mộ Lê Hữu Trác ở núi Minh Từ xã Sơn Trung được Bộ Văn hóa - Thông tin xếp hạng Di tích Văn hóa cấp Quốc gia.
- Thành Lục Niên trên dãy núi Thiên Nhận  Lưu trữ ngày 27 tháng 9 năm 2007 tại Wayback Machine, xã Sơn Thịnh: Nơi Lê Lợi làm căn cứ chống quân xâm lược nhà Minh.
- Chùa Tượng Sơn ở làng Yên Hạ, xã Sơn Giang. Được mẹ của đại danh y Hải Thượng Lãn Ông Lê Hữu Trác sáng lập và xây dựng từ thời Hậu Lê (đầu thế kỷ 18).
- Chùa Nhiễu Long (chùa Cao): thị trấn Phố Châu.
- Chùa Côn Sơn thuộc xã Sơn Tiến, Hương Sơn: Địa điểm này là nơi cất giấu lương thực, của cải và vũ khí chiến đấu phục vụ nghĩa quân Lam Sơn. Khi đất nước thái bình, Nguyễn Trãi đã cho xây dựng chùa Côn Sơn tại vị trí này như một nghĩa cử đền đáp dành cho nhân dân đã cưu mang giúp đỡ nghĩa quân trong những ngày tháng gian khổ chiến đấu chống quân thù ở mảnh đất này.
- Chùa Bục Bục (Sơn Hòa-Hương Sơn):Chùa được vua Lê (Hậu Lê) cho xây dựng để an ủi vong linh các tướng sỹ đã ngã xuống trong chiến dịch đánh quân Minh trên phòng tuyến dãy núi Thiên Nhẫn (gần đó) và cũng là để bày tỏ sự biết ơn của Triều đình với Hoàng hậu Trần Thị Bích Ngọc-Người có công xây dựng An Ấp (nay là xã Sơn Hoà) thành một trang ấp trù phú.
- Đền Cao Các Mạc Sơn (Đền Cả): thị trấn Phố Châu;
- Đền Gôi Vị xã An Hòa Thịnh
- Đền Trúc, thờ 2 dũng tướng: Trần Lệ và Trần Đạt của Lê Lợi, là di tích độc đáo bên bờ sông Ngàn Phố, thuộc thôn Tân Hồ, xã Tân Mỹ Hà;
- Đình Tứ Mỹ ở xã Sơn Châu (Di tích lịch sử- cách mạng thế kỷ 20);
- Mộ và nhà thờ danh nhân Nguyễn Lỗi ở xã Châu Bình (danh nhân lịch sử thế kỷ 15).
- Di tích kiến trúc nghệ thuật Đền Bạch Vân và chùa Thịnh Xá.
- Đền Đức Mẹ (Sơn Thịnh-Hương Sơn):Đền Đức Mẹ nổi tiếng ở An Hòa Thịnh, Hương Sơn, Hà Tĩnh. Lễ chùa hàng năm vào ngày 3-3 âm lịch.
- Nhà thờ danh tướng Nguyễn Tuấn Thiện ở xã Sơn Ninh (danh nhân lịch sử thế kỷ 15)
- Nhà thờ Đại Tôn Họ Nguyễn Khắc ở Xã An Hòa Thịnh
- Nhà thờ danh thần Tống Tất Thắng ở xã An Hòa Thịnh
- Nhà thờ họ Hà Huy(An Hòa Thịnh)
- Nhà thờ Lê Hầu Tạo ở xã Sơn Lễ (danh nhân lịch sử thế kỷ 18)
- Nhà thờ danh tướng Lương Hiển, Phố Châu, Hương Sơn (1784)
- Nhà thờ Đào Hữu Ích ở Xã Sơn Bằng, huyện Hương Sơn.
- Nhà thờ danh tướng Cao Thắng ở xã Sơn Lễ, huyện Hương Sơn (danh nhân lịch sử thế kỷ 19)
- Nhà thờ Nguyễn Thạc Chí ở xã An Hòa Thịnh.
- Nhà thờ Hồ Đắc Thọ ở xã Sơn Bằng.
- Nhà thờ danh tướng Lương Hiển (năm 1784)- Khối 17 - TT Phố châu.
- Khu nghỉ mát Nước Sốt ở xã Sơn Kim
- Khu du lịch thác Xai Phố với những quang cảnh tự nhiên và thơ mộng Sơn Hồng, phía Tây Bắc Hương sơn

Ngoài các di tích nổi tiếng nêu trên, ở xã Sơn Phúc còn có cây Thị hơn 100 năm tuổi, nằm ở vườn của gia đình ông Tường, xóm Kim Sơn 2, xã Sơn Phúc.

### Lễ hội truyền thống
- Hội chợ Tết chợ Trâu và chợ Bò ở Chợ Gôi (làng Thịnh Xá, tổng Yên Ấp nay là xã An Hòa Thịnh) và ở chợ Choi (nay thuộc xã Tân Mỹ Hà) vào ngày 19, 20 tháng Chạp, hằng năm.

### Hương Sơn với nghệ thuật
- Âm nhạc [liên kết hỏng]

1. Hương Đại Ngàn
2. Ước Vọng Màu Xanh
3. Bâng Khuâng Chiều Hương Sơn
4. Tiếng Hát Hương Sơn
5. Màu Xanh Hương Sơn
6. Ơi Con Sông Ngàn Phố
7. Vương Vấn Hương Sơn
8. Hương Sơn quê mẹ
9. Nhạc rừng Hương Sơn
10. Xóm núi quê tôi
11. Về Hương Sơn
12. Yêu quê mình Hương Sơn
13. Tình ca người nuôi hươu
14. Những cánh rừng hồi sinh
15. Sơn Kim
16. Mời anh về Hương Sơn

...
Hương Sơn có quốc lộ 8 và đường Hồ Chí Minh chạy qua, có cửa khẩu Cầu Treo thông với nước Lào, có con sông Ngàn Phố thơ mộng đi vào thơ ca:
...Đẹp lắm em ơi con sông Ngàn Phố
Sáng cả đôi bờ hoa bưởi trắng phau...

### Đặc sản
Nhung hươu, mật ong rừng, cam bù, cá mát, kẹo cu đơ, trầm hương, nước khoáng, gà đồi, dê núi, chè xanh, trà Tây Sơn, bưởi đường, gỗ quý, măng nứa, hạt dổi, mắc kén,...

## Danh nhân
Hương Sơn xưa kia thuộc phủ Đức Quang (gồm Hương Sơn, Đức Thọ, Can Lộc, Nghi Xuân, Thanh Chương, Nghi Lộc) được xem là vùng đất học của xứ Nghệ. Trong thời kỳ phong kiến, Hương Sơn có khoảng 20 vị đỗ đại khoa (từ phó bảng, tiến sĩ, tạo sĩ trở lên) với những dòng họ nổi tiếng khoa bảng như: Đinh Nho, Tống Trần, Hà Huy, Nguyễn Khắc, Đào Duy,  Lê Khánh, Lê Xuân, Văn Đình, Đặng Đình, Trần Đình ... và các làng giàu truyền thống văn hoá như: Hữu Bằng, Tuần Lễ, Gôi Mỹ, Thịnh Xá... Ngày nay có nhiều người thành đạt ở Hà Nội, Thành phố Hồ Chí Minh và nước ngoài.
Hương Sơn là quê hương của Danh nhân văn hóa thế giới, đại danh y Việt Nam Hải Thượng Lãn Ông Lê Hữu Trác, Hiến sát sứ Nguyễn Kính Hài (1448-?), Đô Ngự sử Nguyễn Tử Trọng (1485-?); Hoàng giáp, Thượng thư Nguyễn Văn Lễ (1604-?); Hiến sát sứ, Tiến sĩ Nguyễn Thủ Xứng (1642-?) ; Hiến sát sứ, Tiến sĩ Nguyễn Xuân Vịnh (1679-1750?); Tiến sĩ Đinh Nho Công; Hoàng giáp, Phó Sứ Đinh Nho Hoàn; Tiến sĩ, Thượng thư, Nghĩa quận công Tống Tất Thắng; Tổng binh đồng tri Đinh Nho Côn; Tiến sĩ Đinh Nho Điển; Hoàng giáp Phạm Huy ((1811 - ?)); danh sĩ Lê Hầu Tạo; Thượng thư Đào Hữu Ích; Đốc học, Tiến sĩ Nguyễn Xuân Đản; Hoàng giáp Nguyễn Khắc Niêm; Phó bảng Lê Kim Thiển; Phó bảng Nguyễn Hoán; Cử nhân Lê Khánh Lam (Tham tri bộ Lễ); các danh tướng Nguyễn Tuấn Thiện, Nguyễn Lỗi, Văn Đình Dận, Cao Thắng, Lương Hiển...

### Những nhân vật thành đạt thời hiện đại
- Các nhà hoạt động cách mạng: Hà Huy Giáp, Lê Xuân Đồng, Lý Chính Thắng, Lê Bình, Nguyễn Khắc Viện, Trần Kim Xuyến,...
- Các vị lãnh đạo Đảng và chính quyền: Giáo sư, Bí thư Thành uỷ Hà Nội Lê Xuân Tùng; Thượng tướng, Bộ trưởng Bộ CA Lê Minh Hương; Chủ nhiệm UBKTTW Trần Cẩm Tú; Trưởng ban Tổ chức Trung ương Lê Minh Hưng; Bí thư Tỉnh ủy Ninh Bình Đoàn Minh Huấn; Bộ trưởng Phạm Song; Thống đốc Lê Đức Thúy; các thứ trưởng: Đinh Nho Liêm, Hà Học Hợi, Lê Anh Tuấn, Lê Thu Hà, Đặng Quang Phương, Tống Trần Đào, Phan Tâm, Trần Việt Thanh,...
- Các nhà trí thức, nhà khoa học nổi bật: Giáo sư Sử học Đinh Xuân Lâm; Giáo sư, Viện sĩ y khoa Phạm Song; Giáo sư Y học Lê Kinh Duệ; Giáo sư Ngôn ngữ học Lê Khả Kế; Giáo sư, Viện sĩ Toán học Hà Huy Khoái; Giáo sư Toán học Lê Xuân Anh; Giáo sư Cơ học Lê Khánh Châu; Giáo sư Toán học Nguyễn Quang Đỗ Thống; Giáo sư Nông nghiệp Cù Xuân Dần; Giáo sư Sinh học Đinh Quang Báo; Giáo sư Cầu đường Hà Huy Cương; Giáo sư Văn học Nguyễn Khắc Phi; Giáo sư Văn học Phong Lê; Giáo sư Toán học Nguyễn Hữu Dư; Giáo sư TSKH Toán học Đinh Nho Hào; Giáo sư Vật lý học Nguyễn Huy Bằng, Giáo sư Luyện kim Đinh Phạm Thái; ...
- Các tướng lĩnh: thượng tướng Lê Minh Hương; trung tướng Hồ Quang Tuấn; trung tướng Lê Xuân Lựu; Trung tướng Nguyễn Đường; Trung tướng Lê Minh Hùng; Thiếu tướng Lê Minh Hà; Thiếu tướng Trần Xanh; Thiếu tướng Tống Trần Thuật; Thiếu tướng Lê Viết Anh; Thiếu tướng Hà Tân Tiến; Thiếu tướng Phạm Xuân Thuyết; Chuẩn đô đốc Lương Việt Hùng; Thiếu tướng Thái Vinh Tú; Thiếu tướng Nguyễn Xuân Lý; Thiếu tướng Nguyễn Khắc Ngọ; ...
- Các doanh nhân thành đạt: Shark Nguyễn Thanh Việt; Phạm Lê Hùng; Nguyễn Chí Linh (Nguyễn Khắc Linh, chủ tịch Tập đoàn LiOA);
- Các nhà văn, nhà thơ, nghệ sĩ: nhà thơ Quỳnh Dao, nhà văn Nguyễn Quang Thân, ca sĩ Elvis Phương, nhà thơ Đinh Thu Hiền,...
- Tài năng trẻ: Phan Nhật Duy, Huy chương Vàng Toán quốc tế 2017 dành cho học sinh phổ thông (HSPT); Phan Xuân Hành, Huy chương Vàng Olympic Hoá học Quốc tế 2022 dành cho HSPT,...